# Weslie John
Weslie Lesleon John (Vance River, 29 luglio 1991) è un calciatore trinidadiano, difensore del Port of Spain.

## Carriera

### Club
Ha giocato nella massima serie dei campionati trinidadiano, salvadoregno, bielorusso e lettone.

### Nazionale
Dopo aver giocato in Under-20, nel 2016 ha esordito in nazionale maggiore, giocandovi 2 partite.

## Palmarès

### Club

#### Competizioni nazionali
- Coppa di Lega di Trinidad e Tobago: 1

Central: 2013